# القوات المسلحة الملكية الهولندية
القوات المسلحة الهولندية (بالهولندية: Nederlandse krijgsmacht)، هي القوات العسكرية لمملكة هولندا، وتشمل هولندا في أوروبا والجزر التابعة لها في منطقة الكاريبي الهولندي. تتألف القوات المسلحة من أربعة فروع رئيسية: البحرية الملكية الهولندية، والجيش الملكي الهولندي، وسلاح الجو الملكي الهولندي، والشرطة العسكرية الملكية الهولندية. وتدعم هذه الفروع منظمات دعم مشتركة مختلفة.
بالإضافة إلى ذلك، توجد قوات تجنيد محلية في جزيرتي أروبا وكوراساو في الكاريبي الهولندي، وتعمل هذه القوات تحت إشراف البحرية الملكية الهولندية وفيلق البحرية الهولندية. وتتبع القوات المسلحة لوزارة الدفاع.
تحدد القيادة العليا للقوات المسلحة في المادة 97 من الدستور الهولندي، والتي تنص على أن "الحكومة تملك السلطة العليا على القوات المسلحة". ويؤدي أفراد الخدمة العسكرية قسم الولاء للملك بصفته رئيس الدولة.
تتشابه الرتب العسكرية في القوات المسلحة الهولندية تلك المعتمدة في الدول الأعضاء الأخرى في حلف شمال الأطلسي (الناتو)، وقد تم إقرارها بموجب مرسوم ملكي. ويُعد رئيس هيئة الدفاع أعلى رتبة عسكرية في القوات المسلحة الهولندية، ويحمل رتبة أربعة نجوم (OF-9 وفق تصنيف الناتو).
بعد تعاون أولي مع الجيش الألماني عام 1995 من خلال فيلق مشترك مقره في مدينة مونستر، ومع تعميق التعاون العسكري على مدى العقود التالية، تم دمج جميع ألوية القتال الثلاثة التابعة للجيش الملكي الهولندي بالكامل ضمن فرق الجيش الألماني اعتبارًا من مارس 2023.
في عام 2024، مُنحت القوات المسلحة الهولندية "جائزة واتيلر للسلام"